# Miguel Lopes
Hugo Miguel Almeida Costa Lopes (Vila Nova de Famalicão, 19 de diciembre de 1986) es un futbolista internacional portugués que juega como defensa en el Amora F. C. de la Terceira Liga.

## Carrera
Lopes comenzó su carrera profesional en los escalafones inferiores del S. L. Benfica, pasando a la segunda división de Portugal con el Río Ave F. C. En la temporada 2009/10 fue fichado por el Oporto, compitiendo con el uruguayo Jorge Fucile por un puesto en el equipo titular, esa temporada disputó 17 partidos oficiales, 13 como titular. 
En la temporada 2010-2011 jugó como cedido en España, con el Real Betis, contribuyendo al ascenso del equipo bético a primera división. En el verano de 2011 fue fichado por el Real Zaragoza, donde no llegó a jugar al no ser inscrito en la liga por problemas burocráticos, el club aragonés tuvo que pagarle una indemnización de 150.000 euros por incumplimiento de contrato. En enero de 2012 fue cedido por el Oporto al Sporting de Braga donde cuajó un buen final de campaña que le llevó a ser convocado por la selección de Portugal para la Eurocopa 2012.
Volvió a España en el verano de 2015, al llegar cedido al Granada C. F.

## Selección nacional
Fue elegido por el seleccionador portugués Paulo Bento para disputar la Eurocopa 2012 con Portugal, el entrenador justificó su decisión por la facilidad de Lopes para jugar en los costados derecho e izquierdo. Debutó con la selección, en Lisboa, el 2 de junio de 2012, en partido amistoso contra la selección de Turquía.

## Palmarés

### Campeonatos nacionales
| Título                | Club                 | País     | Año  |
| --------------------- | -------------------- | -------- | ---- |
| Copa de Portugal      | F. C. Porto          | Portugal | 2010 |
| Supercopa de Portugal | F. C. Porto          | Portugal | 2011 |
| Segunda División      | Real Betis Balompié  | España   | 2011 |
| Primeira Liga         | F. C. Porto          | Portugal | 2013 |
| Supercopa de Portugal | F. C. Porto          | Portugal | 2013 |
| Copa de Portugal      | Sporting C. P.       | Portugal | 2015 |
| Copa de Turquía       | Akhisar Belediyespor | Turquía  | 2018 |